# Дейвид Джуит
Дейвид Джуит (на английски: David C. Jewitt) е американски астроном от Великобритания.
Той е професор по астрономия отначало в Института по астрономия на Хавайския университет, после в Калифорнийския университет.

## Биография
Роден е през 1958 година в Лондон, Англия. Завършва Лондонския университет през 1979 г. Джуит получава образователна степен (1980) и докторска степен (1983) по астрономия от Калифорнийския технологичен институт.
Неговите интереси са насочени към транснептуновите спътници, формирането на Слънчевата система и физическите свойства на кометите. Заедно с Джейн Лу открива първия обект от пояса на Кайпер през 1992 г.

## Някои публикуции
- The Nucleus of Comet 48P/Johnson, The Astronomical Journal, Volume 127, Issue 3, pp. 1784 – 1790
- 143P/Kowal-Mrkos and the Shapes of Cometary Nuclei, The Astronomical Journal, Volume 125, Issue 6, pp. 3366 – 3377
- Physical Properties of Trans-Neptunian Object (20000) Varuna, The Astronomical Journal, Volume 123, Issue 4, pp. 2110 – 2120
- Population and Size Distribution of Small Jovian Trojan Asteroids, The Astronomical Journal, Volume 120, Issue 2, pp. 1140 – 1147
- Particulate Mass Loss from Comet Hale-Bopp, The Astronomical Journal, Volume 117, Issue 2, pp. 1056 – 1062
- Cometary Rotation: an Overview, Earth, Moon, and Planets, v. 79, Issue 1/3, pp. 35 – 53
- Large Kuiper Belt Objects: The Mauna Kea 8K CCD Survey, The Astronomical Journal, Volume 115, Volume, Issue 5, pp. 2125 – 2135